# Liebster Jesu, mein Verlangen
Liebster Jesu, mein Verlangen (Bien-aimé Jésus, objet de mes désirs), (BWV 32), est une cantate religieuse de Johann Sebastian Bach composée à Leipzig à la fin de 1725 ou dans les premiers jours de 1726.

## Histoire et livret
Bach compose cette cantate au cours de sa troisième année à Leipzig pour le premier dimanche après l'Épiphanie qui, en 1726, tombait le 13 janvier, date de la première interprétation. Pour cette destination liturgique, deux autres cantates ont franchi le seuil de la postérité : les BWV 124 et 154. Les lectures prescrites du jour sont extraites de l'Épître aux Romains, les devoirs du chrétien 12: 1-6 et Luc 2: 41-52, la rencontre au temple. Bach compose sur un texte de Georg Christian Lehms, poète de cour à Darmstadt, qui le publie en 1711. Lehms traite l'évangile comme un dialogue allégorique de Jésus et de l'âme, et reste proche du texte de l'évangile. Bach a déjà mis en musique une œuvre similaire de Lehms quelques semaines auparavant, Selig ist der Mann, (BWV 57) pour le deuxième jour de Noël. Dans le Concerto in Dialogo (Concerto en dialogue), Bach confie la partition de l'âme à la voix de soprano et les paroles de Jésus à la basse en tant que vox Christi, la voix du Christ, sans tenir compte que le Jésus de l’évangile est toujours un garçon. Comme le note Klaus Hofmann, le poète « reprend les motifs principaux de l'histoire : la perte, la recherche de Jésus et de sa redécouverte, et les place dans le contexte de la relation du croyant avec Jésus ». Le dialogue se réfère également au mysticisme médiéval et à l'imagerie du Cantique des Cantiques. Bach ajoute comme choral de clôture, la douzième et dernière strophe du cantique Weg, mein Herz, mit den Gedanken (1647) de Paul Gerhardt,,,.
Le thème du choral est « Freu dich sehr, o meine Seele », codifié par Loys Bourgeois dans sa collection de Psaumes octante trios de David (Genève, 1551). Bourgeois paraît avoir été influencé par la chanson profane « Ne l’oseray je dire » contenue dans le « Manuscrit de Bayeux » et publiée vers 1510.
Ces quatre autres cantates ont été écrites pour l'Épiphanie :
- Sie werden aus Saba alle kommen (BWV 65)
- Meine Seufzer, meine Tränen (BWV 13)
- Herr, wie du willt, so schicks mit mir (BWV 73)
- Jesus schläft, was soll ich hoffen? (BWV 81)

## Structure et instrumentation
La cantate est écrite pour hautbois, deux violons, alto et basse continue, avec deux solistes vocaux (soprano et basse) et chœur à quatre voix.
Organisée en dialogue entre l'âme (soprano) et Jésus (basse), la cantate comprend six mouvements :
1. aria (soprano) : Liebster Jesu, mein Verlangen
2. récitatif (basse) : Was ists, dass du mich gesuchet?
3. aria (basse) : Hier, in meines Vaters Stätte
4. récitatif (soprano et basse) : Ach! heiliger und großer Gott
5. duo (soprano et basse) : Nun verschwinden alle Plagen
6. choral : Mein Gott, öffne mir die Pforten

## Musique
Le dialogue est introduit par la soprano en tant qu'« âme » dans une aria en mi mineur, accompagnée par un hautbois obbligato décrit par John Eliot Gardiner comme « avec un hautbois solo pour complice pour filer un cantilène des ravissante à la manière d'un des mouvements lents des concertos de Bach ». Julian Mincham distingue deux « idées » différentes dans la ligne du hautbois, dans les cinq premières mesures dont les derniers vers disent Ach! mein Hort, erfreue mich, laß dich höchst vergnügt umfangen (« Ah! Mon trésor, apporte-moi la joie, permet-moi de t'embrasser avec le plus grand plaisir »). La basse répond par un court récitatif et une aria da capo en si mineur, ornée par un solo de violon qui « encercle la voix avec des triolets et des trilles ». Les mots betrübter Geist (« esprit troublé ») apparaît chaque fois que mentionné dans la section « colorée en mode mineure dans la mélodie et l'harmonie ». Dans le récitatif de dialogue suivant, l'âme répond avec une paraphrase de la première ligne du psaume 84 (83), Wie lieblich ist doch deine Wohnung (« Comme ta demeure est aimable»), que Heinrich Schütz et Johannes Brahms ont mis en musique, Brahms en tant que mouvement central du Ein deutsches Requiem. Bach dispose le texte en « évocatif arioso avec un accompagnement en pulsation des cordes ». Les deux voix ne chantent jamais en même temps. Un duo réunit enfin les deux voix et aussi leur « instruments associés obligés (hautbois et violon), entendus jusqu'à présent seulement séparément ». Gardiner écrit : « Il s'agit de l'un de ces duos... dans lequel il (Bach) semble jeter toute prudence, rivalisant avec la conclusion d'un lieto fine des opéras de son temps, mais avec beaucoup plus d'habileté, de substance et même de panache. Une disposition en quatre parties du cantique de Paul Gerhardt « retourne la cantate - également en termes de style - à la sphère de la vénération appropriée pour un service religieux ».

## Source
- (en) Cet article est partiellement ou en totalité issu de l’article de Wikipédia en anglais intitulé « Liebster Jesu, mein Verlangen, BWV 32 » (voir la liste des auteurs).